# Jason Bergmann
Jason Bergmann (ur. 13 marca 1978) – amerykański strongman.

## Życiorys
Jason Bergmann wziął udział trzykrotnie w indywidualnych Mistrzostwach Świata Strongman, w latach 2007, 2008 i 2010. W Mistrzostwach Świata Strongman 2007 nie zakwalifikował się do finału.
Mieszka w Appleton (Wisconsin).
Wymiary:
- wzrost 179 cm
- waga 120 – 125 kg
- biceps 51 cm
- klatka piersiowa 135 cm
- talia 92 cm

## Osiągnięcia strongman
- 2006
  - 9. miejsce – FitExpo Strongman 2006
- 2007
  - 3. miejsce – All-American Strongman Challenge 2007
  - 4. miejsce – Super Seria 2007: Mohegan Sun
- 2008
  - 5. miejsce – Super Seria 2008: Mohegan Sun
  - 4. miejsce – All-American Strongman Challenge 2008
  - 2. miejsce – Czwarty Pojedynek Gigantów
  - 2. miejsce – Mistrzostwa USA Strongman 2008
  - 9. miejsce – Mistrzostwa Świata Strongman 2008
- 2009
  - 3. miejsce – Super Seria 2009: Venice Beach
  - 3. miejsce – Super Seria 2009: Göteborg
- 2010
  - 10. miejsce – Mistrzostwa Świata Strongman 2010, RPA